# Memorium Nürnberger Prozesse
Das Memorium Nürnberger Prozesse ist ein Museum im Justizpalast in Nürnberg. Es informiert am historischen Ort über die  Nürnberger Prozesse, die hier von 1945 bis 1949 stattfanden.

## Der Internationale Militärgerichtshof (1945/1946)

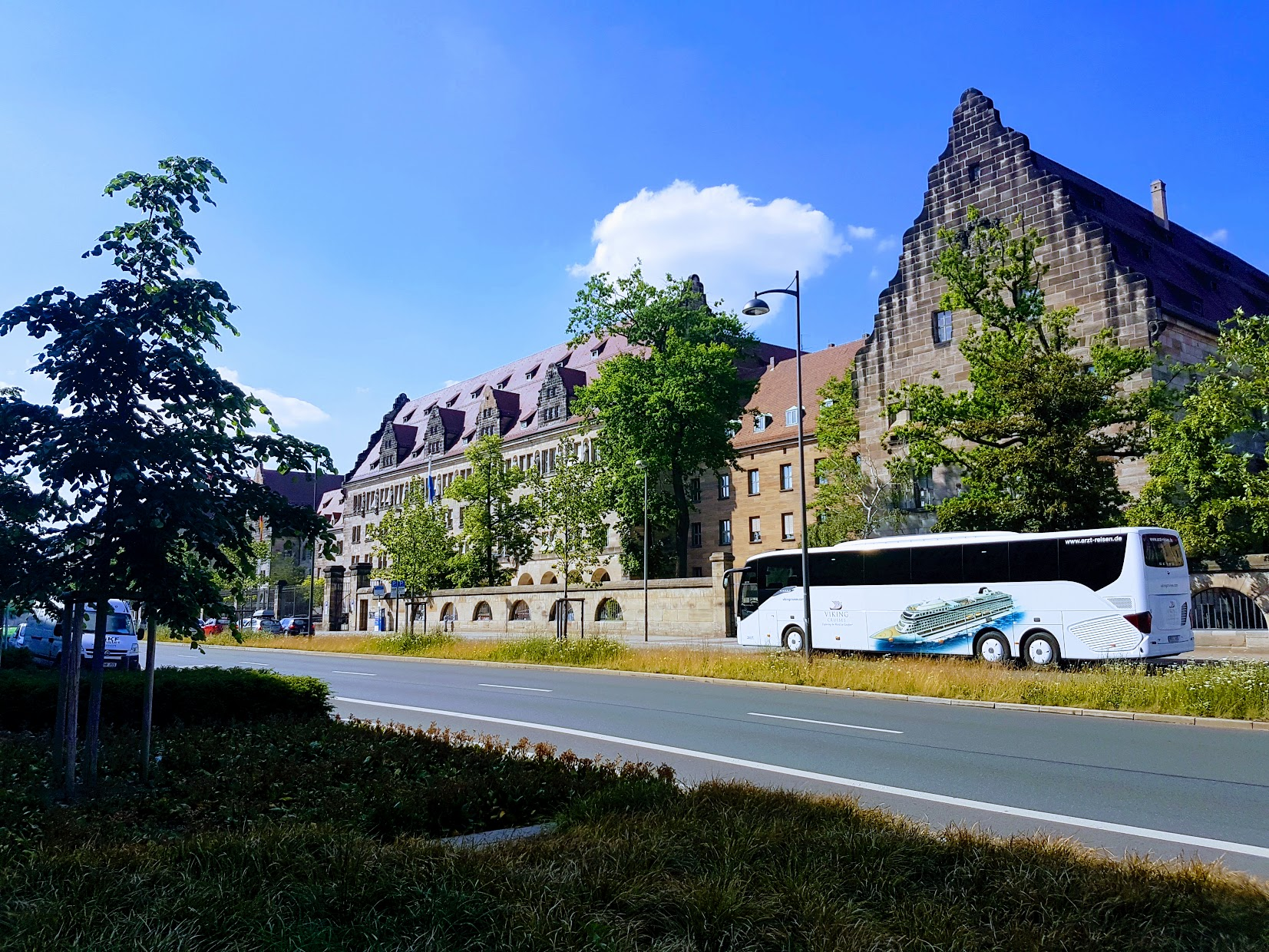
Nürnberger Justizpalast

Am 20. November 1945 begann im Schwurgerichtssaal (Saal 600) des Nürnberger Justizpalastes der Prozess gegen die Hauptkriegsverbrecher. Das Terrorregime der Nationalsozialisten hatte zu einem Zivilisationsbruch und zu menschlichem Leid von bis dahin unvorstellbaren Ausmaßen geführt. 24 führende Vertreter des NS-Regimes und acht Organisationen wurden wegen Kriegsverbrechen und Verbrechen gegen die Menschlichkeit vor dem Internationalen Militärgerichtshof angeklagt.
Die vier Alliierten Mächte stellten sowohl die Richter wie auch die Ankläger. Durch den Prozess wurden bereits zu einem sehr frühen Zeitpunkt die Verbrechen des nationalsozialistischen Deutschland dokumentiert und wichtige Beweisdokumente gesichert und systematisiert, die noch gegenwärtig eine wichtige Forschungsgrundlage darstellen.
Bei diesem Prozess wurde im Saal 600 Weltgeschichte geschrieben. Für die Aufarbeitung des vom nationalsozialistischen Deutschland begangenen Unrechts stellt der Prozess eine wichtige Etappe dar. Auch die Entwicklung einer internationalen Völkerstrafgerichtsbarkeit, wie sie heute der Internationale Strafgerichtshof in Den Haag verkörpert, verdankt ihm wesentliche Impulse.

## Geschichte des Projekts
Im Mai 2000 boten die Museen der Stadt Nürnberg erstmals an den Wochenenden öffentliche Führungen durch den Saal 600 im Nürnberger Justizgebäude an, die sich von Jahr zu Jahr wachsender Besucherzahlen erfreuten. Das ständig steigende Besucheraufkommen führte zu der Erkenntnis, dass die damit verbundene Verpflichtung zu angemessener historischer Aufklärung ernst genommen werden müsse. Das Kuratorium des Dokumentationszentrums Reichsparteitagsgelände stellte im Mai 2005 das Projekt „Memorium Nürnberger Prozesse“ erstmals öffentlich vor. Nachdem die notwendigen Zusagen zur Finanzierung der Baukosten vom Freistaat Bayern und Bund eingeholt wurden, konnte ab Dezember 2007 das Konzept für die neue Dauerausstellung erstellt werden. Im Dezember 2008 begannen die Ausräum-, Abriss-, Bau- und Konstruktionsarbeiten im Dachgeschoss des Nürnberger Justizgebäudes, die bis zum Jahr 2010 andauerten. Am 21. November 2010 wurde die Dauerausstellung Memorium Nürnberger Prozesse mit einem Festakt eröffnet.
Seit dem 1. März 2020 wird der Schwurgerichtssaal 600 nicht mehr für Gerichtsverhandlungen genutzt. Er wurde in die Dauerausstellung integriert und steht nun des Besuchern des Memoriums offen.

## Dauerausstellung

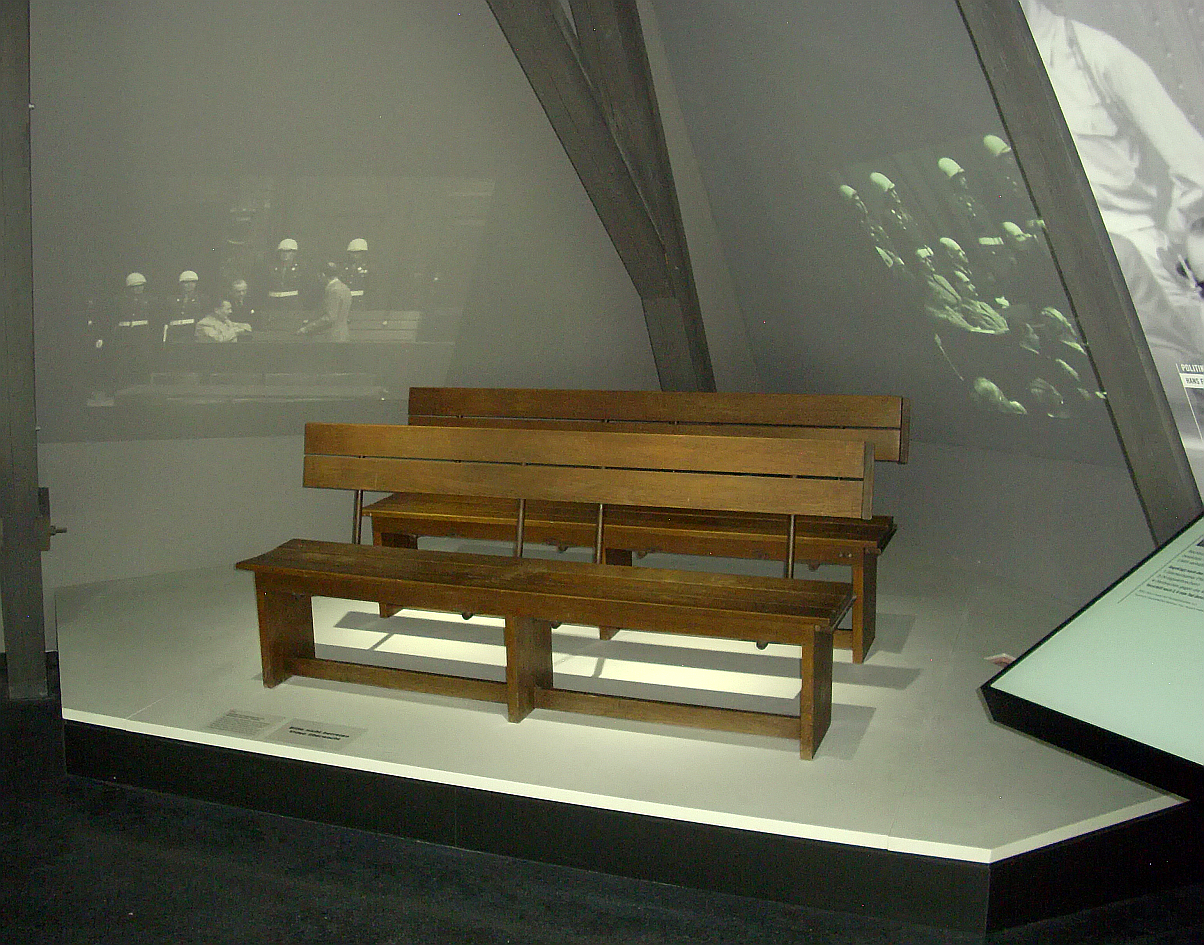
Ein Teil der Anklagebank, die in den Nürnberger Prozessen genutzt wurde

Die Dauerausstellung, die sich im Dachstuhl des Ostbaus des Justizgebäudes und damit über dem Saal 600 befindet, informiert über Vorgeschichte, Verlauf und Nachwirkungen der Gerichtsverfahren. Ausgewählte Objekte wie beispielsweise Teile der originalen Anklagebank oder historische Ton- und Filmdokumente vermitteln einen lebendigen Eindruck vom Prozessgeschehen.
Die Dauerausstellung Memorium Nürnberger Prozesse gliedert sich in drei Themengebiete:
- Vorgeschichte, Beteiligte und Verlauf des Hauptkriegsverbrecherprozesses
- Juristische Verfolgung von NS-Verbrechen nach 1946. Neben einer Gesamtdarstellung der Nürnberger Nachfolgeprozesse vermitteln weitere wichtige Prozesse einen Überblick über den Umgang mit NS-Verbrechen im In- und Ausland.
- Das Erbe Nürnbergs bis zur Entstehung des Internationalen Strafgerichtshofs in Den Haag

Die Ausstellungskonzeption verzichtet zugunsten eines dokumentarischen Charakters bis auf wenige Ausnahmen bewusst auf Objekte. Eine sachliche Darstellung soll dem Besucher die Möglichkeit geben, sich selbst ein „Urteil“ über die Auseinandersetzung mit NS-Verbrechen zu bilden. Das wichtigste Exponat ist der Saal 600 selbst.

## Museumspädagogik
Das Museum bietet ein breites Spektrum an museumspädagogischen Angeboten. Diese werden in Kooperation mit folgenden Partnern durchgeführt:
- Geschichte für Alle e. V.
- Nürnberger Menschenrechtszentrum e. V.
- Menschenrechtsbüro der Stadt Nürnberg
- Kunst- und Kulturpädagogisches Zentrum der Museen in Nürnberg
- Caritas-Pickheimer-Haus